# Branimir Kalaica
Branimir Kalaica (sinh ngày 1 tháng 6 năm 1998) là một cầu thủ bóng đá người Croatia thi đấu ở vị trí trung vệ cho Benfica B ở LigaPro.

## Sự nghiệp câu lạc bộ
Sinh ra ở Zagreb, Kalaica bắt đầu sự nghiệp bóng đá tại câu lạc bộ địa phương Dinamo Zagreb. Vào tháng 6 năm 2016, anh chuyển đến Bồ Đào Nha và ký bản hợp đồng 6 năm cùng với đương kim vô địch Benfica, ở vị trí cầu thủ tự do. Ngày 11 tháng 9, anh ra mắt cho đội dự bị của Benfica trong thắng lợi 2–1 trên sân nhà trước Académico de Viseu ở LigaPro.

## Danh hiệu
Benfica
- Giải bóng đá vô địch quốc gia Bồ Đào Nha: 2016–17
- Supertaça Cândido de Oliveira: 2016